# 严忠勤
严忠勤（1928年12月—2007年6月21日），男，江苏镇江人，生于山东青岛，中华人民共和国政治人物，曾任中华人民共和国劳动部副部长，曾任第七、八届全国政协委员。